# Командир на отделение
Командир на отделение или отдельонен командир (на английски: squad commander) е младши сержант или ефрейтор, който е непосредствен началник на личния състав на отделението (екипажа, разчета).
Той е подчинен пряко на командира на взвода и на неговия заместник. Докладва им в случаите на заболяване или искания от страна на подчинените, за извършените от тях нарушения, както и за случаите на липса или неизправност на отбранителните продукти.
Командирът на отделението трябва да познава интересите, потребностите и личностните особености на характера на подчинените му военнослужещи, да се грижи за тях, да изгражда строеви навици, физическа издръжливост и грижливо отношение към въоръжението и техниката. Познава материалната част, правилата за използване, съхраняване и пазене на оръжието. Лично проверява бойната му готовност и ръководи подготовката на въоръжението за стрелба. Отговаря за военната дисциплина и вътрешния ред и провежда занятия по бойна подготовка с личния състав на отделението.